# Nevegal
L'Alpe del Nevegàl è un altopiano italiano compreso all'interno del territorio comunale di Belluno, nelle Prealpi Bellunesi, posto a sud est della città, nota stazione turistica estiva e invernale. Secondo alcune fonti popolari, il toponimo deriverebbe dalla sua particolare posizione rispetto al capoluogo Belluno: mostra il suo versante innevato (neve) ed è dal suo profilo che il Sole spunta all'alba e dà inizio alla giornata (come il gallo).

## Geografia fisica
L'altopiano si estende sulle prealpi Bellunesi, rivolgendosi verso nord alle Dolomiti, con altitudini attorno ai 1000 m s.l.m. A est e a sud è delimitato da alcune cime che sono, nell'ordine, il monte Pascolet (1278 m), il monte Faverghera (1611 m) il col Toront (1675 m) e il col Visentin (1763 m).
Il paesaggio abbraccia da ovest a nord sulla Valbelluna (e in particolare su Belluno stessa) e le prime vette dolomitiche (Vette Feltrine, Monti del Sole, Schiara) ma è facile scorgere anche alcuni importanti massicci quale il Pelmo, il Civetta e la Marmolada; verso est lo sguardo spazia sulla zona prealpina dell'Alpago e del Cansiglio.
Il Nevegàl è raggiungibile attraverso varie vie d'accesso. La principale carrozzabile è la SP 31 "del Nevegàl" che, partendo da Belluno, raggiunge l'altopiano passando per la frazione di Castion e ridiscende verso Ponte nelle Alpi collegandosi all'uscita "Pian di Vedoia" della A27.

## Monumenti e luoghi d'interesse

### Il santuario

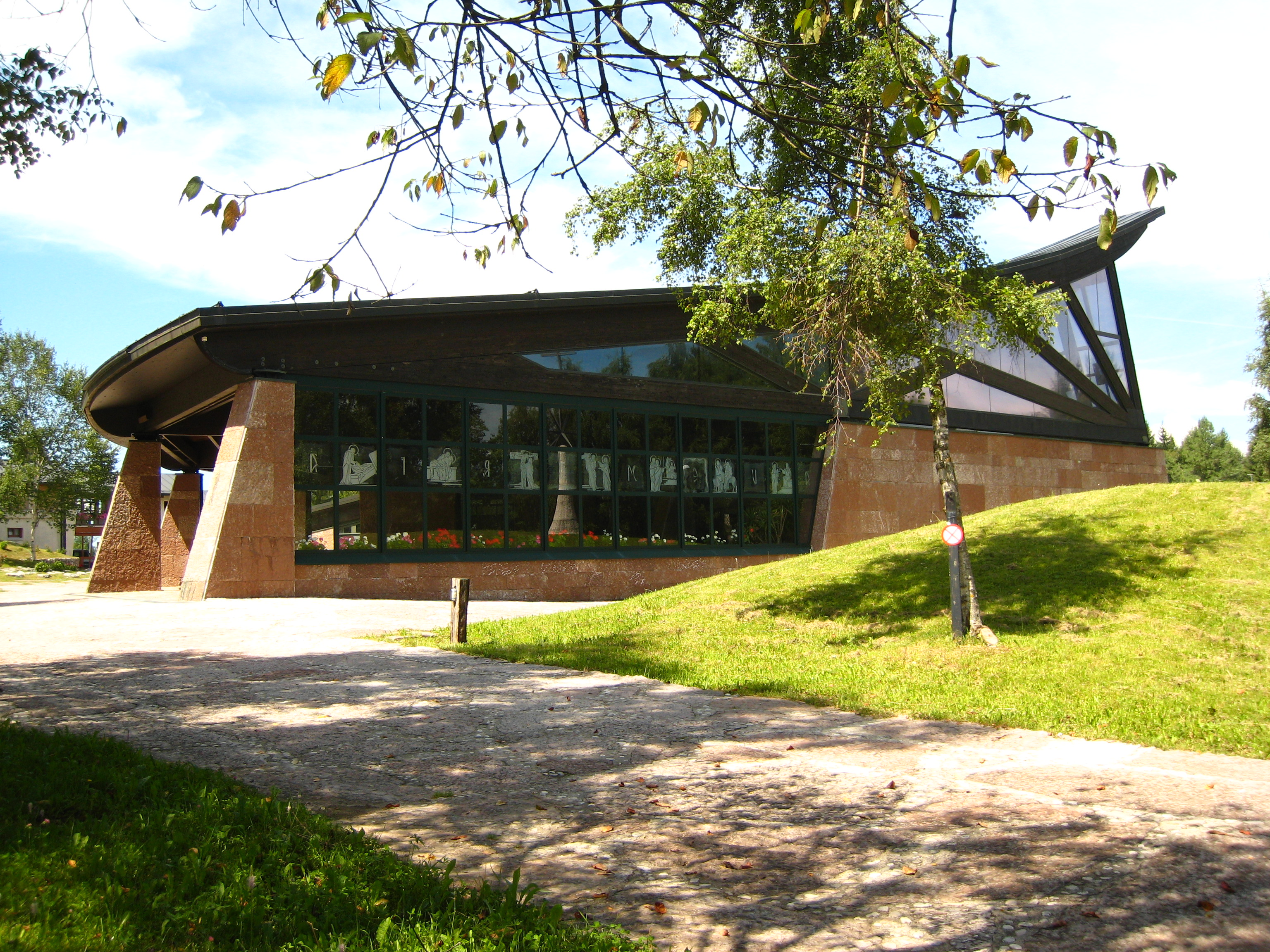
Il Santuario del Nevegal

Sul Nevegàl sorge un santuario intitolato alla Vergine di Lourdes. È stato realizzato dall'allora vescovo di Belluno-Feltre Maffeo Giovanni Ducoli per il servizio religioso ai turisti del Nevegàl e per accogliere i pellegrini devoti alla Madonna di Lourdes. La posa della prima pietra risale al 21 marzo 1992, l'inaugurazione solenne al 30 luglio 1994, con l'apertura al culto della chiesa.
Nel santuario è presente uno storico organo costruito da Domenico e Raffaele Fedeli nel 1764. L'organo, donato da don Osvaldo Bortolot, è stato ricostruito e restaurato nel 1994, in occasione dell'apertura e benedizione del santuario.
La principale statua della Madonna, in marmo di Carrara, è stata benedetta da papa Giovanni Paolo II mentre soggiornava a Lorenzago di Cadore.
Il luogo sacro è stato visitato anche da papa Benedetto XVI quando era ancora cardinale.

## Turismo invernale

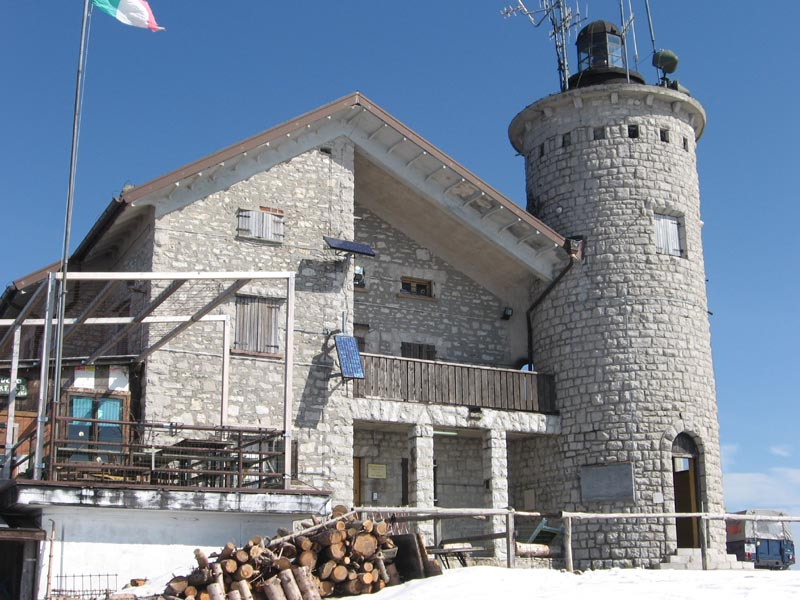
Il Rifugio V Artiglieria Alpina sul Col Visentin

### Storia degli impianti e delle piste
Il primo impianto di risalita fu aperto tra il Pian del Nevegàl e il Faverghera nel 1955, ma il turismo sciistico si era radicato qui già da alcuni anni con l'apertura del rifugio Bristot.
Circa negli anni '70, in Nevegàl c'erano ben 20 piste di discesa e 15 impianti di risalita, di cui 2 seggiovie e 13 sciovie (skilifts). Nel corso degli anni però, per vari motivi, molti di questi impianti vennero dismessi e successivamente demoliti, o sostituiti.
Di seguito viene fornito l'elenco di tutte le piste e impianti presenti allora (anni '70 circa): 

(Tra le parentesi vengono fornite maggiori informazioni al giorno d'oggi) 
Piste da discesa
1. Faverghera (oggi solo per sci d'alpinismo)
2. Talo (oggi solo per sci d'alpinismo)
3. Cicio Bel (oggi solo per sci d'alpinismo)
4. Praloz (non più presente)

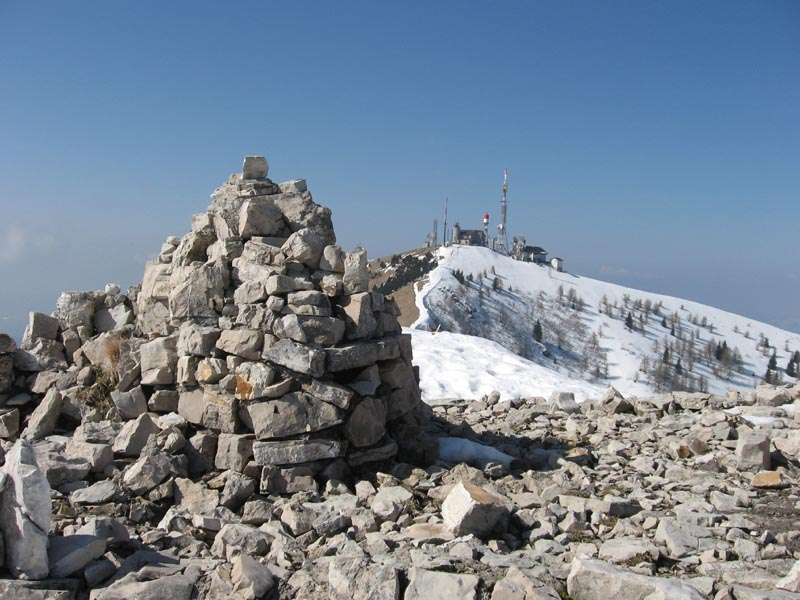
L'arrivo al Rifugio Visentin dal sentiero delle Creste

1. Coca (oggi divisa in due: Coca alta e Coca Bassa)
2. Col dei Pez (ancora presente)
3. Le Erte (ancora presente:oggi divisa in due tronchi, Erte Alte ed Erte Basse)
4. Brigata Cadore 1 (oggi solo per sci d'alpinismo)
5. Brigata Cadore 2 (ancora presente: raccordo con Coca)
6. Lieta (ancora presente)
7. Col Toront 1 (ancora presente)
8. Col Toront 2 (oggi solo per sci d'alpinismo)
9. La Grava (ancora presente)
10. Costa Legner (non più presente)
11. Busa del Camp 1 (non più presente)
12. Busa del Camp 2 (non più presente)
13. Campo Scuola Nevegàl   (ancora presente)
14. Campo Scuola Jolly (non più presente)
15. Campo Scuola Bambi (non più presente)
16. Pista per slittini (con relativo impianto di risalita) (non più presente)

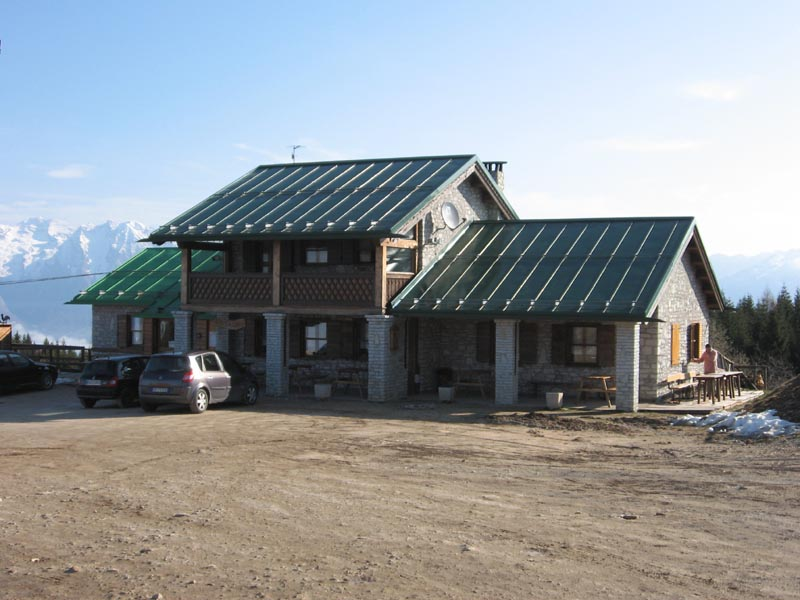
Il ristorante La Casera

Le piste che tra le parentesi riportano la scritta "Non più presente", oggi sono diventate sentieri oppure bosco, in quanto l'abbandono delle stesse (a causa della demolizione dei relativi impianti) ha favorito la crescita di alberi e/o arbusti.
Impianti di risalita
1. Seggiovia AAST (impianti dismesso e demolito. Oggi sostituita. È ancora presente la vecchia stazione di valle)
2. Seggiovia Col Canil (impianto dismesso i primi anni del 2000 ma ancora presente)
3. Sciovia Col dei Pez (impianto dismesso e demolito - affiancava la seggiovia AAST fino a metà colle)
4. Sciovia Faverghera 1 ("Ghiro") (impianto dismesso nel 2009 ma ancora presente)
5. Sciovia Faverghera 2 (impianto dismesso e demolito)
6. Sciovia Faverghera 3 (impianto dismesso e demolito)
7. Sciovia Brigata Cadore (impianto dismesso e demolito)
8. Sciovia Le Erte
9. Sciovia Grava (impianto dismesso e demolito)
10. Sciovia Col Toront (due sciovie parallele - impianto dismesso, demolito e sostituito nel 2010)
11. Sciovia Busa del Camp (impianto dismesso ma ancora presente)

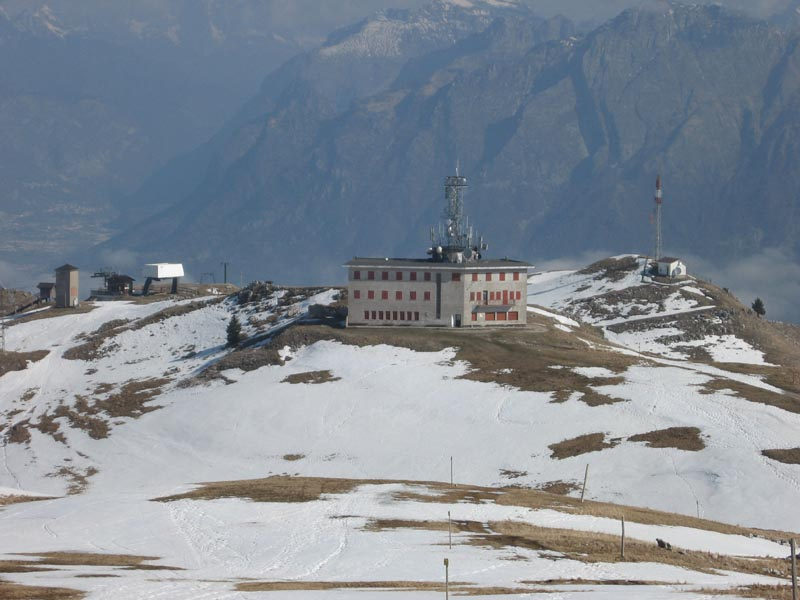
Il Rifugio Brigata Cadore

1. Sciovia Nevegàl (oggi campo scuola)
2. Sciovia Jolly (impianto dismesso e demolito)
3. Sciovia Bambi (impianto dismesso e demolito)
4. Slittinovia (impianto dismesso e demolito)

Oggi il comprensorio sciistico conta oltre 18 km di piste da sci alpino con varie difficoltà e pendenze, 5 impianti di risalita e due anelli 20 km per lo sci nordico, a cui si aggiungono due scuole di sci ("Nevegàl" e "Valbelluna"). Vicino all'albergo "Nevegàl" è anche sita una pista di pattinaggio di 400 metri quadrati, in ghiaccio naturale.

### Impianti di risalita
Oggi sono 5 gli impianti di risalita funzionanti.
- Seggiovia Nevegal - Col dei Pez (I tronco)
- Seggiovia Col dei Pez - Faverghera (II tronco)
- Sciovia Nevegal - Campo Scuola
- Sciovia Le Erte
- Sciovia Col Toront

### Piste per sci alpino

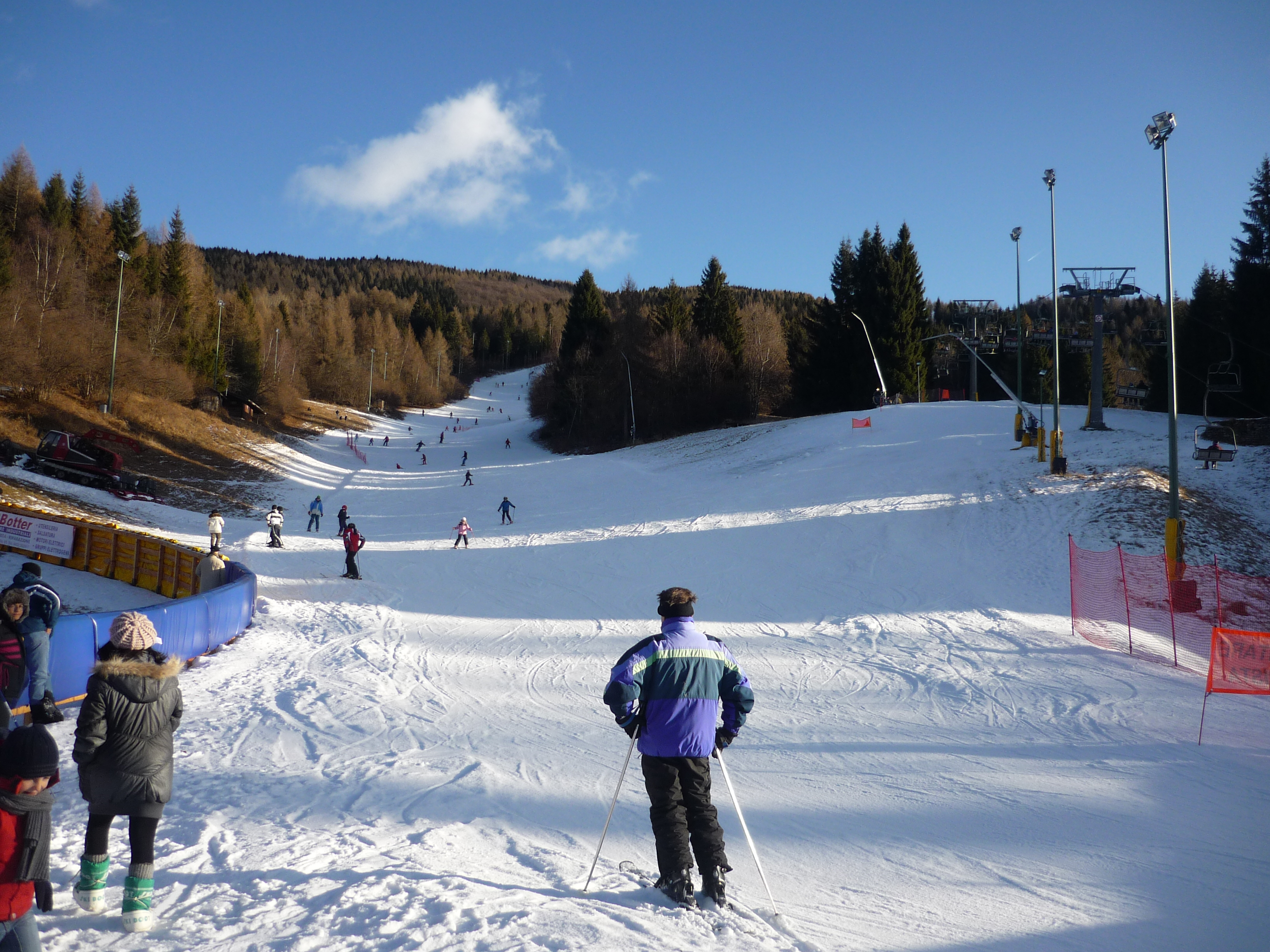
Veduta della pista in Piazzale del Nevegàl

Oggi il comprensorio conta 11 piste, tutte raggiungibili con gli impianti di risalita, partendo semplicemente dal piazzale del Nevegàl, prendendo la seggiovia "Nevegàl - Col dei Pez".
Di seguito l'elenco delle piste da discesa:
- 1a.Coca Bassa (Pista illuminata)
- 1b.Coca Alta
- 2.Campo Scuola Nevegal
- 3.Col dei Pez
- 4.Brigata Cadore rac. con Coca
- 5.Brigata Cadore rac. con Erte
- 6a.Erte Alte
- 6b.Erte Basse
- 7.Lieta
- 8.Col Toront
- 9.Grava

Inoltre è possibile praticare sci d'alpinismo nei sentieri che dal Col Visentin percorrono le "Creste" e le vecchie piste delle "Faverghere". Di seguito l'elenco delle piste di Sci d'alpinismo:
- Percorso Alpe del Nevegal (la parte iniziale coincide con la vecchia pista "Col Toront 2")
- Faverghera (coincide con le vecchie piste "Faverghera")
- Creste (pista che percorre tutte le creste dal rifugio Visentin al Col Faverghera. In parte coincide con le vecchie piste "Brigata Cadore 1" e "Cicio Bel")

### Piste per sci nordico
- 1 Anello Pian Longhi (15 km) con bar, noleggio sci, trattoria, solarium, musica.
- 2 Faverghera (5 km)

## Turismo estivo
Durante la stagione estiva il Nevegàl diventa punto di partenza per numerosi sentieri escursionistici. Tra le mete, si ricordano i tre rifugi gestiti dal Club Alpino Italiano (il "5º Artiglieria Alpina" sul Col Visentin, l'"Angelo Bristot" sul col Toront e il "Brigata Alpina Cadore" sul Faverghera).
Vengono proposti inoltre alcuni itinerari per mountain bike-downhill. In alcune località è possibile praticare free climbing.

## Eventi

### Cronoscalata "Alpe del Nevegal"

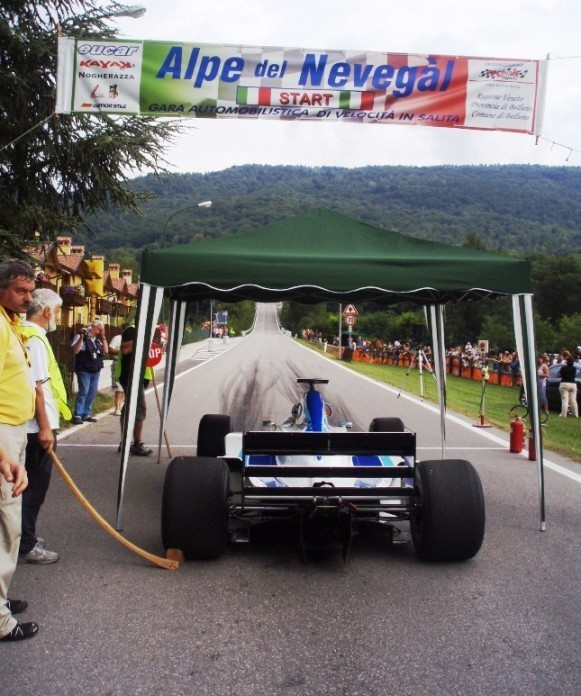
Cronoscalata del Nevegal.

Dal 1954 si corre la Cronoscalata dell'Alpe del Nevegal, una competizione automobilistica in salita di rilievo Europeo. Attualmente la gara viene organizzata dalla Tre Cime Promotor asd e si disputa solitamente in agosto, anche se le edizioni 2018 e 2019 si sono tenute a maggio.
La gara è valida per il TIVM, Trofeo Italiano Velocità Montagna zona Nord, ed è stata presente nel calendario delle competizioni del CIVM, Campionato Italiano Velocità Montagna, per due anni.
Il tracciato della cronoscalata occupa 5,500 km della SP31, con partenza dalla località Caleipo - Castion (BL) e arrivo in località Alpe in Fiore - Nevegàl (BL).

### L'Universiade invernale
Nel 1985 ha ospitato tutte le gare di sci alpino e di sci nordico alla XII Universiade invernale di Belluno.

### Scialpinismo
Anche lo scialpinismo è di casa al Nevegàl: oltre ad essere comune terreno d'allenamento per gli atleti locali,
al sicuro dal pericolo valanghe e con il benestare dei gestori degli impianti (a patto che si rimanga fuoripista o sulla pista "Faverghere" la cui risalita è permessa in orario notturno),
la località ha ospitato e continua ad ospitare gare di livello nazionale ed internazionale.
A dicembre 2008 è stata dirottata al Nevegàl una prova di Coppa del Mondo originalmente prevista a Zoldo Alto (sempre nel bellunese), dato l'elevato pericolo valanghe di quel periodo.
A gennaio 2010 si è svolta una prova di Coppa Italia in notturna, ed a gennaio 2011 è la volta il Campionato Italiano Vertical (una prova di sola salita assimilabile al più noto kilometro verticale estivo di corsa a piedi).

### Giro d'Italia
Nell'edizione del 2011 della corsa rosa il Nevegal è stato l'arrivo della 16ª tappa. Prima di questa edizione, è stato arrivo di tappa anche negli anni 1962 e 1963 vedendo tagliare il traguardo per primi Guido Carlesi e Arnaldo Pambianco.
La cronoscalata di 12,7 chilometri, con partenza da Piazza dei Martiri e arrivo sul piazzale del Nevegal, è avvenuta martedì 24 maggio, sulla strada che sale verso Castion e arriva sul Colle.
La vittoria, di fronte a più 150 000 presenti, è andata alla maglia rosa Alberto Contador che ha percorso i 12,7 km della tappa in 28'55 alla media di 26,351 km/h.
| Anno | Tappa | Partenza                    | Km   | Vincitore di tappa | Maglia Rosa      |
| ---- | ----- | --------------------------- | ---- | ------------------ | ---------------- |
| 1962 | 13ª   | Lignano Sabbiadoro          | 173  | Guido Carlesi      | Armand Desmet    |
| 1963 | 18ª   | Gorizia                     | 248  | Arnaldo Pambianco  | Vittorio Adorni  |
| 2011 | 16ª   | Belluno (cron. individuale) | 12,7 | Alberto Contador   | Alberto Contador |